# BTCC (công ty)
BTCC là một sàn giao dịch bitcoin có trụ sở tại Vương quốc Anh, từng là sàn giao dịch lớn thứ hai thế giới về khối lượng tại thời điểm tháng 10 năm 2014. BTCC được thành lập vào tháng 6 năm 2011 với tên gọi BTCChina, đây là sàn giao dịch bitcoin đầu tiên của Trung Quốc và hầu hết khách hàng của sàn được cho là đến từ thị trường Trung Quốc. Năm 2015, sàn đổi tên thành BTCC và ra mắt miền www.btcc.com.

## Lịch sử
Giám đốc điều hành của công ty là Bobby C. Lee đã phát triển công ty từ hai người vào đầu năm 2013 và sau khi đầu tư tiền của chính mình và thu hút các nhà đầu tư khác, ông đã đứng ra giám sát sự mở rộng nhanh chóng thị phần của công ty vào cuối năm. Ông là một sinh viên tốt nghiệp ngành khoa học máy tính tại Stanford, và có anh trai là người đã sáng lập ra tiền điện tử Litecoin, trước đây đã làm việc cho Yahoo! ở Hoa Kỳ, và là phó chủ tịch công nghệ của Walmart Trung Quốc.
Vào tháng 11 năm 2013, BTCChina đã huy động được 5 triệu đô la trong vòng gọi vốn Series A từ các nhà đầu tư, Lightspeed China Partners và Lightspeed Venture Partners.
Vào ngày 18 tháng 12 năm 2013, BTCChina thông báo rằng họ tạm thời ngừng nhận tiền nạp bằng Nhân dân tệ của Trung Quốc, quyết định này là do các quy định của chính phủ, sau một tuyên bố vào tháng 12 của Ngân hàng Nhân dân Trung Quốc (PBOC). Vào ngày 30 tháng 1 năm 2014, sàn giao dịch tiếp tục chấp nhận tiền gửi bằng đồng nhân dân tệ, sau khi nghiên cứu thêm tuyên bố của PBOC và các quy tắc khác. Trong khi PBOC cấm các ngân hàng giao dịch bằng Bitcoin, BTCChina giải thích rằng họ đang chấp nhận Nhân dân tệ vào tài khoản ngân hàng công ty của họ và chuyển số tiền đó vào tài khoản khách hàng của họ, trước khi nó được giao dịch lấy bitcoin.